# Perus Davis Cup-lag
Perus Davis Cup-lag styrs av Perus tennisförbund och representerar Peru i tennisturneringen Davis Cup, tidigare International Lawn Tennis Challenge. Peru debuterade i sammanhanget 1933, och spelade i elitdivisionen 2008. Första riktiga vinsten (ej walk over) tog 1976, då man slog Uruguay med 3-2 i Monteivdeo. 1989 slog man Ecuador med 5-0 och Brasilien med 3-2, och fick kvala till elitdivisionen mot Australien i Lima, men föll med 2-3.